# Dana Gilbert
Pour les articles homonymes, voir Gilbert.
Dana Gilbert (née le 26 novembre 1959) est une joueuse de tennis américaine, professionnelle de la fin des années 1970 à 1983.
En 1982, elle a atteint le 4e tour à Roland Garros (battue par Andrea Jaeger), sa meilleure performance en simple dans un tournoi du Grand Chelem.
Elle est la sœur aînée de Brad Gilbert.

## Palmarès

### Titres en simple dames
| No | Date       | Nom et lieu du tournoi                    | Catégorie | Dotation | Surface      | Finaliste        | Score    |          |
| -- | ---------- | ----------------------------------------- | --------- | -------- | ------------ | ---------------- | -------- | -------- |
| 1  | 07-08-1978 | US Clay Court Championships, Indianapolis |           | 35 000 $ | Terre (ext.) | Viviana Gonzalez | 6-2, 6-3 | Parcours |
| 2  | 13-10-1980 | Borden Classic, Nagoya                    |           | 50 000 $ | Terre (ext.) | Barbara Jordan   | 5-1, ab. | Parcours |

### Finale en simple dames
| No | Date       | Nom et lieu du tournoi               | Catégorie | Dotation | Surface      | Vainqueure       | Score    |  |
| -- | ---------- | ------------------------------------ | --------- | -------- | ------------ | ---------------- | -------- |  |
| 1  | 26-04-1982 | Torneo Citta di Arzachena, Sardaigne | Series 1  | 50 000 $ | Terre (ext.) | Elizabeth Sayers | 6-3, 6-0 |  |

### Titre en double dames
| No | Date       | Nom et lieu du tournoi     | Catégorie | Dotation | Surface    | Partenaire   | Finalistes                     | Score    |          |
| -- | ---------- | -------------------------- | --------- | -------- | ---------- | ------------ | ------------------------------ | -------- | -------- |
| 1  | 20-10-1980 | Hit-Union Japan Open Tokyo |           | 50 000 $ | Dur (ext.) | Peanut Louie | Nerida Gregory Marie Neumanova | 7-5, 7-6 | Parcours |

### Finale en double dames
Aucune

## Parcours en Grand Chelem

### En simple dames
| Année | Open d'Australie (janvier) | Open d'Australie (janvier) | Internationaux de France | Internationaux de France | Wimbledon       | Wimbledon    | US Open         | US Open       | Open d'Australie (décembre) | Open d'Australie (décembre) |
| ----- | -------------------------- | -------------------------- | ------------------------ | ------------------------ | --------------- | ------------ | --------------- | ------------- | --------------------------- | --------------------------- |
| 1978  | n/a                        | n/a                        | -                        | -                        | -               | -            | 2e tour (1/32)  | Anne Smith    | -                           | -                           |
| 1979  | n/a                        | n/a                        | -                        | -                        | 1er tour (1/64) | Lele Forood  | 1er tour (1/64) | Sherry Acker  | -                           | -                           |
| 1980  | n/a                        | n/a                        | 1er tour (1/32)          | Iris Riedel              | 1er tour (1/64) | Kate Brasher | 1er tour (1/64) | Virginia Wade | -                           | -                           |
| 1981  | n/a                        | n/a                        | 1er tour (1/64)          | Hana Strachonova         | -               | -            | 1er tour (1/64) | Pam Shriver   | -                           | -                           |
| 1982  | n/a                        | n/a                        | 4e tour (1/8)            | Andrea Jaeger            | -               | -            | 3e tour (1/16)  | Pam Shriver   | -                           | -                           |
| 1983  | n/a                        | n/a                        | 2e tour (1/32)           | Tracy Austin             | -               | -            | 2e tour (1/32)  | Mima Jaušovec | -                           | -                           |

À droite du résultat, l’ultime adversaire.

### En double dames
| Année | Open d'Australie (janvier) | Open d'Australie (janvier) | Internationaux de France     | Internationaux de France   | Wimbledon                   | Wimbledon               | US Open                      | US Open                    | Open d'Australie (décembre) | Open d'Australie (décembre) |
| ----- | -------------------------- | -------------------------- | ---------------------------- | -------------------------- | --------------------------- | ----------------------- | ---------------------------- | -------------------------- | --------------------------- | --------------------------- |
| 1978  | n/a                        | n/a                        | -                            | -                          | -                           | -                       | 1er tour (1/32) Kate Latham  | R. Maršíková P. Teeguarden | -                           | -                           |
| 1979  | n/a                        | n/a                        | -                            | -                          | 2e tour (1/16) Linda Siegel | Sue Barker Ann Kiyomura | 1er tour (1/32) S. Gordon    | Betty Stöve W. Turnbull    | -                           | -                           |
| 1980  | n/a                        | n/a                        | 1er tour (1/16) K. Horvath   | M. Blackwood Pam Whytcross | 1er tour (1/32) R. Fairbank | L. Harrison M. Mesker   | -                            | -                          | -                           | -                           |
| 1981  | n/a                        | n/a                        | 2e tour (1/16) Joyce Portman | N. Gregory M. Neumanova    | -                           | -                       | 1er tour (1/32) Marcie Louie | J. Russell V. Ruzici       | -                           | -                           |
| 1982  | n/a                        | n/a                        | -                            | -                          | -                           | -                       | 1er tour (1/32) G. Ohaco     | R. Fairbank Ilana Kloss    | -                           | -                           |
| 1983  | n/a                        | n/a                        | 1er tour (1/32) N. Gregory   | Rosie Casals W. Turnbull   | -                           | -                       | 1er tour (1/32) Patricia Hy  | Ilana Kloss H. Ludloff     | -                           | -                           |

Sous le résultat, la partenaire ; à droite, l’ultime équipe adverse.

### En double mixte
| Année | Open d'Australie (janvier), | Open d'Australie (janvier), | Internationaux de France     | Internationaux de France   | Wimbledon | Wimbledon | US Open                       | US Open                 | Open d'Australie (décembre), | Open d'Australie (décembre), |
| ----- | --------------------------- | --------------------------- | ---------------------------- | -------------------------- | --------- | --------- | ----------------------------- | ----------------------- | ---------------------------- | ---------------------------- |
| 1979  | n/a                         | n/a                         | -                            | -                          | -         | -         | 1er tour (1/16) David Siegler | Pam Shriver V. Amritraj | n/a                          | n/a                          |
| 1980  | n/a                         | n/a                         | 1er tour (1/16) Brad Gilbert | Lucia Romanov S. Krulevitz | -         | -         | -                             | -                       | n/a                          | n/a                          |

Sous le résultat, le partenaire ; à droite, l’ultime équipe adverse.